# John Llewellyn Rhys-díj
A John Llewellyn Rhys-díj (John Llewellyn Rhys Prize) egy nemzetközi brit irodalmi díj volt, amelyet 1942 és 2011 között osztottak ki. A díjat a legjobb 35 év alatti brit és nemzetközösségi szerző kapta. 1987-2003 között az angol Mail on Sunday lap alapította, azonban ők 2003 óta elálltak a díjazástól, miután 2002-ben a díjat Mary Laven kapta. Ezután a díjat egy tanulást segítő alapítvány támogatta (Booktrust). A díj nyertesének 5000 font sterling, a többi jelöltnek 500 font ütötte a markát. A díjat eredetileg 1942-ben kezdeményezte Jane Oliver, mintegy megemlékezve a második világháborúban fiatalon elhunyt férjére, John Llewellyn Rhys-ra.

## Díjazottak
- 1942: Michael Richey – Sunk by a Mine
- 1943: Morwenna Donelly – Beauty for Ashes
- 1944: Alun Lewis – The Last Inspection
- 1945: James Aldridge – The Sea Eagle
- 1946: Oriel Malet – My Bird Sings
- 1947: Anne-Marie Walters – Moondrop to Gascony
- 1948: Richard Mason – The Wind Cannot Read
- 1949: Emma Smith – Maiden's Trip
- 1950: Kenneth Allsop – Adventure Lit Their Star
- 1951: Elizabeth Jane Howard – The Beautiful Visit
- 1952: nem osztottak díjat
- 1953: Rachel Trickett – The Return Home
- 1954: Tom Stacey – The Hostile Sun
- 1955: John Wiles – The Moon to Play With
- 1956: John Hearne – Voices Under the Window
- 1957: Ruskin Bond – The Room on the Roof
- 1958: V. S. Naipaul – The Mystic Masseur
- 1959: Dan Jacobson – A Long Way from London
- 1960: David Caute – At Fever Pitch
- 1961: David Storey – Flight Into Camden
- 1962: Robert Rhodes James – An Introduction to the House of Commons, valamint Edward Lucie-Smith – A Tropical Childhood and Other Poems
- 1963: Peter Marshall – Two Lives
- 1964: Nell Dunn – Up the Junction
- 1965: Julian Mitchell – The White Father
- 1966: Margaret Drabble – Malomkő (The Millstone)
- 1967: Anthony Masters – The Seahorse
- 1968: Angela Carter – The Magic Toyshop
- 1969: Melvyn Bragg – Without a City Wall
- 1970: Angus Calder – The People's War
- 1971: Shiva Naipaul – Fireflies
- 1972: Susan Hill – The Albatross
- 1973: Peter Smalley – A Warm Gun
- 1974: Hugh Fleetwood – The Girl Who Passed for Normal
- 1975: David Hare – Knuckle, valamint Tim Jeal – Cushing's Crusade
- 1976: nem osztottak díjat
- 1977: Richard Cork – Vorticism & Abstract Art in the First Machine Age
- 1978: A. N. Wilson – The Sweets of Pimlico
- 1979: Peter Boardman – The Shining Mountain
- 1980: Desmond Hogan – The Diamonds at the Bottom of the Sea
- 1981: A. N. Wilson – The Laird of Abbotsford
- 1982: William Boyd – An Ice-Cream War
- 1983: Lisa St Aubin de Teran – The Slow Train to Milan
- 1984: Andrew Motion – Dangerous Play
- 1985: John Milne – Out of the Blue
- 1986: Tim Parks – Loving Roger
- 1987: Jeanette Winterson – A szenvedély (The Passion)
- 1988: Matthew Yorke – The March Fence
- 1989: Claire Harman – Sylvia Townsend Warner
- 1990: Ray Monk – Ludwig Wittgenstein: The Duty of Genius
- 1991: A. L. Kennedy – Night Geometry and the Garscadden Trains
- 1992: Matthew Kneale – Sweet Thames
- 1993: Jason Goodwin – On Foot to the Golden Horn: A Walk to Istanbul
- 1994: Jonathan Coe – What a carve up!
- 1995: Melanie McGrath – Motel Nirvana
- 1996: Nicola Barker – Heading Inland
- 1997: Phil Whitaker – Eclipse of the Sun
- 1998: Peter Ho Davies – The Ugliest House in the World
- 1999: David Mitchell – Szellemírók (Ghostwritten)
- 2000: Edward Platt – Leadville
  - Rövidlista
  - Julia Leigh, The Hunter
  - Roddy Lumsden, The Book of Love
  - Ben Rice, Pobby & Dingan
  - Zadie Smith, White Teeth
  - Cole Moreton, Hungry for Home Leaving the Blaskets: A Journey from the Edge of Ireland
- 2001: Susanna Jones – A csendmadár (The Earthquake Bird)
- 2002: Mary Laven – Virgins of Venice
  - (megjegyzés: A 2002-es díjat eredetileg Hari Kunzru kapta A kaméleon (The Impressionist) című regényéért 2003. november 20-án, ám a szerző ezt elutasította a Mail on Sunday újsággal való szerződése miatt.)
- 2003: Charlotte Mendelson – Daughters of Jerusalem
- 2004: Jonathan Trigell – Boy A
  - Rövidlista
  - Chimamanda Ngozi Adichie, Purple Hibiscus
  - Rory Stewart, The Places in Between
  - Neil Bennun, The Broken String
  - Colin McAdam, Some Great Thing
  - Anthony Cartwright, The Afterglow
- 2005: Uzodinma Iweala – Beasts of No Nation
  - Rövidlista
  - Rana Dasgupta, Tokyo Cancelled
  - Peter Hobbs, The Short Day Dying
  - Sinéad Morrissey, The State of the Prisons
  - Rebecca Ray, Newfoundland
  - Rachel Zadok, Gem Squash Tokoloshe
- 2006/2007: Sarah Hall – The Carhullan Army
  - Rövidlista
  - Ceridwen Dovey, Blood Kin
  - Joanna Kavenna, Inglorious
  - Robert Macfarlane, The Wild Places
  - Gwendoline Riley, Joshua Spassky
  - Rory Stewart, Occupational Hazards
- 2008: Henry Hitchings – The Secret Life of Words
- 2009: Evie Wyld – After the Fire, a Still Small Voice
- 2010: Amy Sackville – The Still Point

## Külső hivatkozások
- Booktrust – John Llewellyn Rhys Prize